# Fuente-Olmedo
Fuente-Olmedo – gmina w Hiszpanii, w prowincji Valladolid, w Kastylii i León, o powierzchni 13,61 km². W 2011 roku gmina liczyła 44 mieszkańców.